# Most Sidi M'Cid
Most Sidi M'Cid je 164 m dolg viseči most čez reko Rhumel v mestu Constantine v Alžiriji. Za promet je bil odprt aprila 1912 in je bil do leta 1929 s 175 m najvišji most na svetu. Most je zasnoval francoski inženir Ferdinand Arnodin in povezuje Kazbo s hribom Sidi M'Cid. Most je bil obnovljen leta 2000, ko je alžirsko podjetje SAPTA zamenjalo 12 kablov.

## Zgodovina
Constantine je bil pomembno mesto s 50.000 prebivalci, ko je Émile Morinaud leta 1901 prevzel mesto župana in poslanca. V času svojega vladanja do leta 1934 se je lotil modernizacije mesta. V tem obdobju so bili zgrajeni most Sidi M'Cid, most Sidi Rached in številne druge pomembne stavbe. Most je ostal najvišji most na svetu do odprtja mostu Royal Gorge Bridge v Koloradu novembra 1929.
Spomenik mrtvim je na eni strani mostu na hribu Sidi M'Cid. Spomenik je replika Trajanovega slavoloka v Timgadu in spominja na prebivalce Constantinea, ki so dali svoja življenja v boju za Francijo v prvi svetovni vojni. Pod mostom Sidi M'Cid je naravni most, ki zakriva pogled na reko z mostu.

## Opis
Most se je prvotno imenoval passerelle, kar pomeni brv, da bi olajšali financiranje dostopa do bolnišnice. Zgrajen je bil med letoma 1909 in 1912 po načrtih francoskega inženirja Ferdinanda Arnodina in odprt 19. aprila 1912 v prisotnosti visokih francoskih politikov, na isti dan, ko je bil odprt Pont Sidi Rached.
Most se razteza čez globoko vrezano sotesko Oued Rhumel tik pred njenim izhodom na višini 175 m, zaradi česar je bil najvišji most na svetu do odprtja mostu Royal Gorge Bridge v Koloradu v ZDA leta 1929. Bil je turistična atrakcija v Alžiriji. Ponuja fascinanten pogled na le 300 m oddaljen še nižji Pont des chutes (Most slapov) in slapove, preko katerih Rhumel zapušča zgodovinsko mestno območje. Za njim se razteza široka hribovita pokrajina okoli Constantinea. Na skalah nad mostom stoji Monument aux morts, spomenik padlim v prvi svetovni vojni. Po polici v soteski poteka Rue de la Corniche ali N 3. Spodaj je še viden naravni most iz prazgodovine, ko je Rhumel pod zemljo prečkal skalnato planoto in sotesko prečkal šele s postopnim sesedanjem pokrova izvirnega vodotoka.

## Tehnične podrobnosti
164 m dolg in 5,70 m širok most (brez sidranja) od daleč daje videz klasičnega visečega mostu. Na obeh koncih mostu sta zidana pilona, ki sta v zgornji tretjini povezana v portal, preko katerega potekajo nosilne jeklenice, sestavljene iz šestih ločenih jeklenic, ki ležijo ena poleg druge. Vendar pa so ti nosilni kabli povezani s ploščo mostu samo v srednjem delu z navpičnimi obešali. Oba zunanja konca mostne plošče sta stabilizirana s po šestimi podpornimi jeklenicami, ki so speljane čez pilone nekoliko pod nosilnimi jeklenicami in so tudi zasidrane nazaj.
Ta kombinacija visečega mostu z opornimi jeklenicami je redka. Uvedel ga je Arnodin za ojačitev mostne plošče, da bi se izognili tresljajem, ki bi lahko nastali zaradi vetra ali uporabe mostu. Drugi primeri vključujejo viseči most Wheeling čez reko Ohio, odprt leta 1849, in mostove Johna Augustusa Roeblinga, ki je posvečal veliko pozornosti togosti svojih mostov (npr. Viseči most na Niagarskih slapovih (1855), most Cincinnati-Covington (1867) in njegov Brooklynski most (1883)).
Pont Sidi M'Cid je bil večkrat prenovljen, nazadnje leta 2000, ko so zamenjali nekaj vrvi.
- Cesta in pločnik
- Pogled izpod mostu
- Naravni most pod Sidi M'Cidom
- Hrib Sidi M'Cid na eni strani mostu
- Pogled na hrib Sidi M'Cid in mesto
- Oboki na obeh straneh mostu